# Арцваберд
Арцвабе́рд (арм. Արծվաբերդ) — село в Тавушской области, на северо-востоке Армении, в 11 км к юго-востоку от близлежащего города Берд. Рядом с Арцвабердом расположены сёла Айгедзор (9 км на восток), Чинари (13 км на восток), Чоратан (3 км к северу) и Норашен (6 км к северу).  Главой сельской общины является Балян Оник Володяевич.

## Экономика
Население занимается животноводством, пчеловодством и табаководством.
В селе Арцваберд, на самой границе с Азербайджаном, установили автоматическую электронную погодную станцию, с помощью которой дистанционным методом регистрируются агроклиматические показатели, позволяющие рассчитать ежедневную эвакотранспирацию (суммарное водопотребление). Точное определение этого важного водного баланса даст возможность эффективнее использовать оросительную воду, внедрять капельную систему орошения сельхозкультур. Погодная станция, кроме решения ирригационных вопросов, позволяет также решить проблемы оптимальной посадки растений, их удобрения, лучше организовать мероприятия по борьбе с вредителями и болезнями, следить за динамикой водно-солевого режима орошаемых почв.
Во время армяно-азербайджанского конфликта были зарегистрированы факты угона скота из села азербайджанцами. В 2006 году с территории соседнего Азербайджана перекинулся пожар, сильно повредивший виноградники. Правительство Армении выделило деньги на их восстановление.
В 2007 году была произведена незаконная вырубка леса в лесном хозяйстве «Арцваберд».

## Культура и искусство
Андрей Аванесович Бабаев написал оперу «Арцваберд» (1957).

## Уроженцы
- Манвел Бадалян — армянский государственный деятель.
- Давит Авалян — общественный деятел.
- Лобян Левон Гагикович — орденоносец «Боевой крест» первой степени.